# Vít Jedlička
Vít Jedlička (cehă: [ˈviːt ˈjɛdlɪtʃka]; n. 6 septembrie 1983, Hradec Králové, Republica Socialistă Cehă, Cehoslovacia) este un politician, publicist și activist ceh care deține, în prezent, funcția de președinte al Liberland.
A fost președintele Partidului Cetățenilor Liberi din regiunea Hradec Králové și este fondatorul și președintele unei asociații de voluntariat cehe Reformy.cz. Pe 13 aprilie 2015, el a fondat micronatiunea libertariană autodeclarată Republica Liberă Liberland și a devenit primul președinte al acesteaia.

## Educație
În 2008, Jedlička a obținut o diplomă de licență în relații și afaceri internaționale de la Universitatea de Economie din Praga. În 2014 a obținut masterul în științe politice la Institutul CEVRO.

## Biografie
Tatăl lui Jedlička a fost îndepărtat din funcția de birou de la Institutul de Greutăți și Măsuri din Praga, după ce și-a pierdut favoarea cu autoritățile pentru rezistența la aderarea la Partidul Comunist și a fost trimis să lucreze ca mecanic. În timpul crizei financiare din Cehia din 1997, familia sa aproape a falit când banca centrală cehă a crescut ratele dobânzilor la 25%. Cariera profesională a lui Jedlička variază de la vânzări și management la analize financiare și IT. Din 2006 până în 2009, a fost directorul HKfree.net, o rețea civică și un serviciu de internet în orașul său natal Hradec Králové. Din 2009 până în 2014, Jedlička a fost președintele regional al Partidului Cetățenilor Liberi. În 2011, el a co-fondat Reformy.cz, un serviciu de știri comunitare cu rădăcini libertariene, și a devenit președintele acesteia.

## Politică
Din 2001, Vít Jedlička a fost membru al Partidului Democrat Civic. Din 2009 este membru al Partidului Cetățenilor Liberi. În 2009 a fost ales primul președinte regional în Regiunea Hradec Králové din Partidul Cetățenilor Liberi.

## Perspective
Jedlička se consideră Libertarian cu opinii liberale asupra libertății individuale și a celei mai puține intruziuni posibile a statului.  Participant la Societatea Proprietății și Libertății în 2015, opiniile sale sunt similare cu cele ale politicianului american Ron Paul. S-a descris într-un podcast ca un anarho-capitalist influențat de Bastiat. Jedlička este un eurosceptic și indică diferența uriașă între o piață liberă și piață internă. El a încercat, de asemenea, să crească gradul de conștientizare a deficitului democratic în instituțiile UE și a abuzului de norme morale de bază de către instituțiile UE și statele membre ale acesteia. Jedlička a descris Mecanismul European de Stabilitate drept un protectorat.
„Socialismul este falsa credință că statul îți va cheltui banii mai bine decât ai face-o tu.”—Vít Jedlička

## Liberland
Pe 13 aprilie 2015, Vít Jedlička a proclamat Republica Liberă Liberland cu privire la ceea ce el considera un lot nerevendicat (terra nullius) cunoscut sub numele de Siga între Serbia și Croația. Comitetul preparatoriu pe care Jedlička l-a numit l-a ales ca președinte în aceeași zi. Un consiliu va fi desemnată de cum va fi considerat de cuviință de către guvernul provizoriu.

## Legături externe
- Blog personal pe iDNES.cz cs
- Site-ul Republicii Libere Liberland